# Batman (serie animata 1992)
Batman (Batman: The Animated Series o Batman TAS) è una serie televisiva animata statunitense dedicata al personaggio della DC Comics Batman. Prodotta dalla Warner Bros. Animation e creata da Bruce Timm e Eric Radomski, è andata in onda su Fox Kids dal 1992 al 1995 per un totale di 85 episodi divisi in due stagioni, e ha dato il via al cosiddetto DC Animated Universe. La sua serie sequel, Batman - Cavaliere della notte, è andata in onda su Kids' WB dal 1997 al 1999 e il suo stile grafico e artistico è cambiato per essere in linea con quello adottato dal DCAU a partire dalla serie animata Superman.
In questa serie Batman (in realtà il miliardario Bruce Wayne) è impegnato nella lotta alla criminalità a Gotham City. Assistito da molti alleati come il maggiordomo Alfred Pennyworth, la spalla Robin (Dick Grayson), il commissario James Gordon ed in seguito anche Batgirl (Barbara Gordon), dovrà vedersela con nemici pericolosi come il Joker, Due Facce, il Pinguino, Poison Ivy e molti altri. 
La serie, come detto sopra, ha avuto un seguito, Batman - Cavaliere della notte, andato in onda su Kids' WB dal 1997 al 1999 e realizzato dallo stesso team creativo. Il grande successo ottenuto dalla serie ha portato alla creazione di due lungometraggi animati: Batman - La maschera del Fantasma (uscito nelle sale nel 1993) e Batman & Mr. Freeze: SubZero (distribuito nel 1998), oltre che di videogiochi e fumetti.
La serie è stata elogiata per la sua complessità tematica, i toni cupi, la qualità artistica, l'estetica da film noir e la modernizzazione dei nemici dell'Uomo Pipistrello. IGN ha definito la serie come il miglior adattamento su Batman mai realizzato, il miglior cartone animato tratto da un fumetto e la seconda miglior serie animata di sempre (dopo I Simpson). Anche la rivista Wizard ha inserito la serie al 2º tra i più grandi show televisivi animati di tutti i tempi. TV Guide ha classificato la serie al 7º posto tra i più grandi cartoni di sempre. I grandi elogi da parte della critica hanno portato la serie a vincere quattro Emmy Awards, tra cui il Primetime Emmy Awards per il miglior programma animato. Tra i diversi meriti di questa serie vi è anche quello di aver dato vita al più famoso mantra del personaggio di Batman ad oggi, ovvero "I am vengeance, I am the night, I am Batman!" ("Io sono la vendetta, io sono la notte, io sono Batman!").

## Trama

Immagine tratta dalla sigla della serie

Dopo aver perso il padre e la madre per mano di un rapinatore, il giovane miliardario Bruce Wayne, a seguito di anni di allenamento, decide di conseguire una lotta contro il crimine per rendere più sicura la sua città natale, Gotham. Per farlo, il miliardario trasforma la sua uniforme da vigilante in qualcosa che possa incutere timore nei suoi nemici, un pipistrello: nasce così Batman. Ad aiutare Batman vi sono il maggiordomo di Bruce, Alfred Pennyworth; il suo figlio adottivo Dick Grayson, che indossa i panni dell'assistente di Batman Robin; ed infine il commissario Gordon, ignaro dell'identità del vigilante, e sua figlia Barbara Gordon, che indossa, all'insaputa di tutti, la maschera di Batgirl.
Ad affrontare il soprannominato Cavaliere Nero, sono dei coloriti e curiosi criminali sfigurati o dotati di alcuni poteri soprannaturali: fra i più importanti ci sono il Joker, il pagliaccio principe del crimine che Batman accidentalmente creò quando buttò un gangster in un vascone di acido chimico; l'aristocratico Oswald Cobblepot, noto come il Pinguino; l'ex procuratore distrettuale Harvey Dent, che a seguito di un'esplosione che ha sfigurato metà del suo corpo è divenuto lo schizofrenico Due Facce; Pamela Isley, alias Edera Velenosa, che può controllare tutte le piante e ipnotizzare la gente; l'ex-professore e ricercatore della paura Jonathan Crane, che semina terrore con i suoi intrugli e gas sotto le vesti di Spauracchio; l'ex-wrestler e fenomeno da baraccone Killer Croc, temuto uomo metà coccodrillo; il geniale e temuto fanatico degli indovinelli Edward Nigma, alias l'Enigmista; il pericoloso Bane, armato di uno steroide, il Veleno, che gli garantisce una forza incredibile; l'attore Matt Hagen che a seguito del troppo utilizzo di un cosmetico facciale, diventa il mutaforma Clayface; il curioso Ventriloquo Arnold Wesker, comandato a bacchetta dal pupazzo Scarface; il genio del controllo mentale Jervis Tetch, che ha ispirato la sua figura criminale al personaggio di Alice nel Paese delle Meraviglie, il Cappellaio Matto; la suadente e sfuggente amante degli animali Selina Kyle, che veste i panni della ladra Catwoman, e per un breve momento alleata dell'amato Batman; la pazza assistente e amante del Joker, Harleen Quinzel, meglio nota come Harley Quinn (che compie la sua prima apparizione in assoluto in questa serie), ex-psichiatra del manicomio di Arkham; l'immortale Ra's al Ghul e sua figlia Talia al Ghul, che tramite il Pozzo di Lazzaro vivono nei secoli che vengono col tentativo di purificare la Terra dall'umanità ed il gelido scienziato del freddo, Victor Freeze, alias Dr. Freddo, addolorato per la presunta perdita della moglie durante un incidente che gli impedisce di sopravvivere in temperature sopra lo zero.
I diversi episodi della serie mostrano Batman, Robin e i loro alleati sconfiggere il criminale di turno affrontando diversi ostacoli e talvolta il passato loro o del criminale finché Batman non esce vittorioso dallo scontro e arresta il criminale stesso. Diversi personaggi vengono creati (o nel caso di Mr. Freeze e Due Facce, ricreati) in questa serie: tra questi vi sono Harley Quinn, Renee Montoya, il Re dei Condimenti e Lock-Up.

## Episodi
| Stagione         | Episodi | Prima TV USA | Prima TV Italia |
| ---------------- | ------- | ------------ | --------------- |
| Prima stagione   | 65      | 1992-1993    | 1993            |
| Seconda stagione | 20      | 1994-1995    | 1994-1995       |

I segmenti animati da sedici minuti del videogioco Le avventure di Batman & Robin per il Sega CD, vengono indicati come l'"episodio perduto" della serie.

## Personaggi e doppiatori
- Bruce Wayne / Batman (stagioni 1-2), voce originale di Kevin Conroy, italiana di Marco Balzarotti.
- Alfred Pennyworth (stagioni 1-2), voce originale di Clive Revill (nei primi tre episodi nell'ordine di produzione) e Efrem Zimbalist Jr., italiana di Franco Sangermano.
- Jim Gordon (stagioni 1-2), voce originale di Bob Hastings, italiana di Enrico Bertorelli.
- Dick Grayson / Robin (stagioni 1-2), voce originale di Loren Lester, italiana di Davide Garbolino.
- Harvey Bullock (stagioni 1-2), voce originale di Robert Costanzo, italiana di Orlando Mezzabotta.
- Barbara Gordon / Batgirl (stagioni 1-2), voce originale di Melissa Gilbert, italiana di Debora Magnaghi.
- Joker (stagioni 1-2), voce originale di Mark Hamill, italiana di Riccardo Peroni.
- Harleen Quinzel / Harley Quinn (stagioni 1-2), voce originale di Arleen Sorkin, italiana di Marcella Silvestri (abituale st. 1), Dania Cericola (I pesci che ridono), Cristina Giolitti (L'uomo che uccise Batman), Alessandra Karpoff (abituale st. 2), Marina Massironi (canto in Arlecchinata) e Jasmine Laurenti (L'inflessibile Bolton).

## Produzione

### Concezione e sviluppo

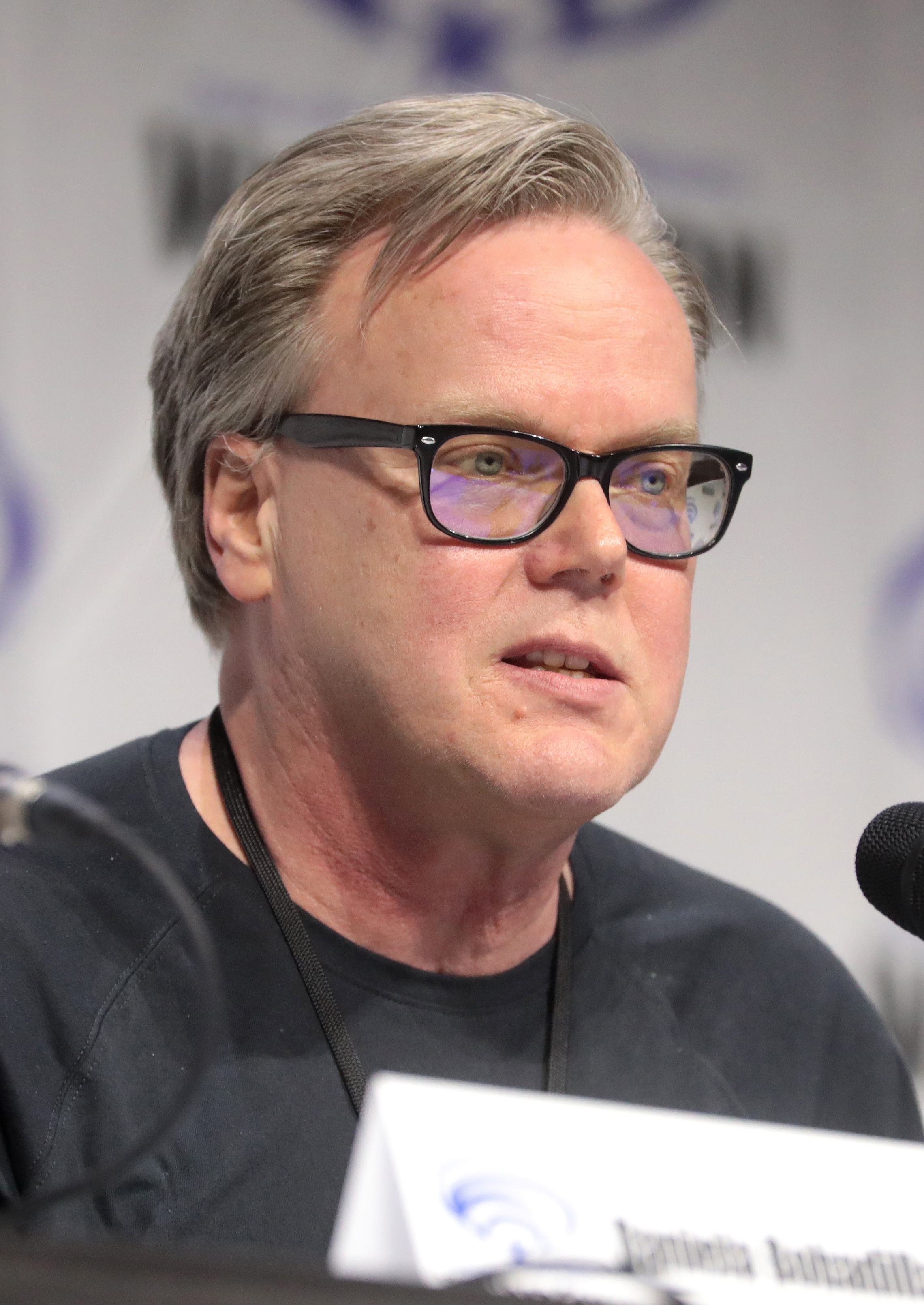
Bruce Timm, creatore della serie insieme ad Eric Radomski.

Nel 1990, sulla scia degli ottimi risultati del film Batman di Tim Burton, Bruce Timm ed Eric Radomski propongono alla Warner Bros. un piccolo promo su una possibile serie animata incentrata sul personaggio di Batman. La Warner si interessa subito al progetto così particolare e originale di Timm e Radomski e mette loro a disposizione il team di animatori utilizzati per la serie Tiny Toons. La serie è stata influenzata dai cartoni animati su Superman prodotti dai Fleischer Studios negli anni quaranta, e dai due film di Batman di Tim Burton. Timm e la sua squadra (tra cui si contano autori del calibro di Kelly Puckett e Darwyn Cooke) hanno anche inserito riferimenti al cinema e alla letteratura. L'atmosfera degli episodi (realizzata da Bruce Timm) è cupa come nel film di Burton o come nei fumetti successivi a Il ritorno del Cavaliere Oscuro e ad Anno Uno, mescolata ad un particolare gusto rétro e con un pizzico di ironia, per potersi accattivare le simpatie del pubblico giovane. Le storie spaziano dalla classica lotta al crimine, con fughe e acrobazie, fino ai polizieschi in cui Batman esegue rilevamenti come un poliziotto della scientifica.
Uno dei cambiamenti più importanti fatti nella serie animata è il trattamento dell'alter ego di Batman, Bruce Wayne. In quasi tutte le altre trasposizioni, compresi i fumetti, serie televisive e film, Bruce è un miliardario egocentrico e playboy. Nella serie animata, il suo personaggio è determinato, estremamente intelligente e attivamente coinvolto nella gestione della Wayne Enterprises, senza mettere a repentaglio la sua identità segreta. Il doppiatore Kevin Conroy ha usato voci diverse per distinguere i personaggi di Bruce Wayne e Batman, una tattica usata in precedenza da Michael Keaton nei film live-action di Tim Burton. Per gli episodi sono stati sfruttati personaggi del fumetto, come Dick Grayson nei panni di Robin, il commissario James Gordon, il maggiordomo Alfred Pennyworth. Tra i "buoni" sono presenti anche il detective Harvey Bullock, il Fantasma Grigio (un personaggio originale creato nella serie, che rappresenta l'eroe d'infanzia di Bruce Wayne e fonte d'ispirazione per la lotta alla criminalità), Lucius Fox e Leslie Thompkins.

### Sceneggiatura

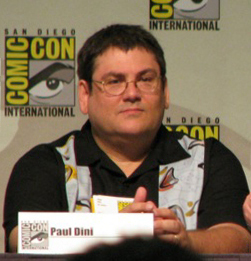
Paul Dini è noto per aver sceneggiato diversi episodi della serie e per aver creato, insieme a Bruce Timm, il personaggio di Harley Quinn.

Molti episodi sono stati scritti da noti autori della serie a fumetti che hanno trasposto alcuni dei loro personaggi più famosi, ad esempio Dennis O'Neil e Neil Adams per Ra's al Ghul. Dopo i primi 65 episodi, per la seconda stagione, la produzione decise di cambiare il nome in Le avventure di Batman e Robin. Tra gli antagonisti più noti sono presenti Joker, il Pinguino, Catwoman e Due Facce. Nuovi cattivi, come Red Claw, Mary Louise Dahl ("Baby-Doll"), Kyodai Ken e Tygrus sono stati inventati per la serie, ma hanno ricevuto pochi consensi. D'altra parte, la detective della polizia di Gotham City Renee Montoya e il vigilante Lock-Up hanno raggiunto una popolarità tale da diventare personaggi dei fumetti. Alcuni villain meno noti dei fumetti, come il Conte Vertigo, l'Uomo Specchio e il Re degli Orologi, sono stati modificati per la serie sia nell'aspetto che nella personalità. La serie è anche la prima a dimostrare che Harvey Dent avesse una doppia personalità preesistente prima di diventare Due Facce. Questa idea è nata da Alan Burnett, uno dei produttori e scrittori di testa della serie.
La serie non segue la continuity del fumetto originale, quindi in alcuni episodi sono narrate in modo nuovo le origini degli avversari di Batman, come ad esempio Mister Freeze, le cui nuove origini verranno trasposte nel fumetto. Sono stati inoltre inseriti avversari meno noti al grande pubblico, ad esempio Man-Bat e Ra's al Ghul. Lo sceneggiatore Paul Dini e la sua squadra hanno anche creato dei personaggi ad hoc, il più famoso dei quali è Harley Quinn, una psichiatra che si innamora del Joker e lo aiuta nei suoi crimini. Dini ideò il personaggio dopo aver visto l'attrice Arleen Sorkin vestita da pagliaccio in una sequenza, ambientata in un sogno, della soap opera Il tempo della nostra vita; fu poi proprio la Sorkin a doppiare per la prima volta Harley.
Dopo il successo della serie animata, Harley Quinn è diventata così popolare che è entrata a far parte dei fumetti canonici di Batman. Altri cattivi che compaiono nella serie sono Poison Ivy, l'Enigmista, la figlia di Ra's al Ghul Talia, Spaventapasseri, Killer Croc, Bane, il Ventriloquo e il suo manichino Scarface, Hugo Strange e Tony Zucco. Per realizzare il Cappellaio Matto, Paul Dini, scrittore del primo episodio in cui appare, ha affermato che si è ispirato ad una storia vera.

### Casting
La serie è anche nota per il suo cast di doppiaggio, che include un certo numero di attori noti che danno la voce agli antagonisti, in particolare Mark Hamill (già famoso per il suo ruolo di Luke Skywalker nella trilogia originale di Guerre stellari), che ha trovato il successo grazie al suo doppiaggio "allegramente squilibrato" del Joker. Originariamente anche Tim Curry era stato preso in considerazione per il ruolo, ma non è stato accettato in quanto il suo doppiaggio era troppo spaventoso. Nel 2017 però Curry, presente alla Canada Fan Expo, spiegò che Hamill lo aveva sostituito quando si prese una bronchite e non fu in grado di recitare il ruolo di Joker; Bruce Timm, coideatore della serie, ha rivelato al pubblico del San Diego Comic-Con 2017 che Mark Hamill era da anni fan del fumetto e aveva già fatto un piccolo ruolo come Ferris Boyle, milionario che tenta di lasciar morire Nora Fries, la moglie malata di Victor Fries, e provoca l'incidente che crea Mr. Freeze. All'epoca Hamill voleva già interpretare Joker o almeno un altro cattivo, e rese nota la sua disponibilità alla produzione; quando Tim Curry si ammalò, Hamill fu contattato per un provino e lo vinse.
Le sessioni di registrazione, sotto la supervisione del direttore Andrea Romano, vennero registrate per la prima volta con tutti i doppiatori in uno studio di invece di prendere le registrazioni separate, com'era usanza fare. Questo metodo sarebbe stato impiegato per tutte le successive serie del DC Animated Universe. Al Pacino venne preso in considerazione per dare la voce a Due Facce, ma decise di rifiutare l'offerta.
Nella versione originale, il doppiatore del "Fantasma Grigio", personaggio a cui Bruce Wayne si ispira per diventare Batman, è Adam West, l'attore che interpretò Batman nella serie TV degli anni sessanta.

### Animazione
Al fine di completare i 65 episodi della prima stagione, Warner Bros. ha acquisito una serie di case d'animazione d'oltremare. Questi studios includono Spectrum Animation, Dong Yang Animation, Sunrise, Studio Junio, Blue Pencil, AKOM e TMS Entertainment. Quest'ultima ha realizzato la sequenza d'apertura della sigla della prima stagione. Lo studio AKOM è stato tagliato fuori a causa della sua animazione incoerente in episodi come Cat Scratch Fever e Moon of the Wolf.
I 20 episodi della seconda stagione sono stati animati in gran parte dallo studio Dong Yang, con l'eccezione di tre episodi realizzati da Studio Junio (A Bullet for Bullock, Avatar e Baby-Doll) e uno fatto da Jade Animation (The Terrible Trio).

## Colonna sonora

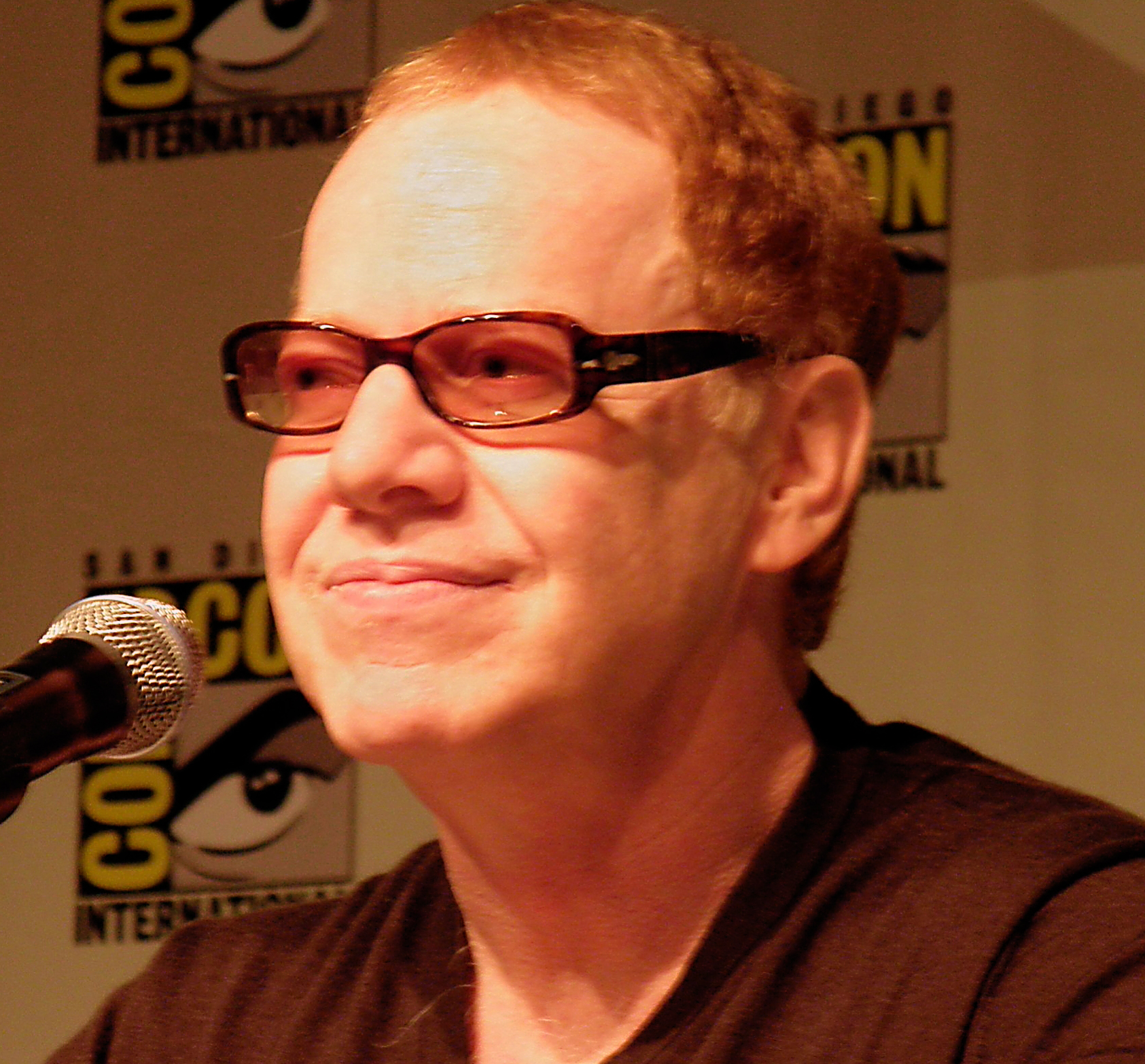
Il compositore Danny Elfman, autore del tema musicale d'apertura di ogni episodio.

Inizialmente la serie prese ispirazione dai temi musicali di Danny Elfman per i film di Burton; in seguito è stato utilizzato una colonna sonora con uno stile simile a quello di Shirley Walker (Walker era di tanto in tanto il direttore d'orchestra di Elfman nei film in cui hanno collaborato). La colonna sonora è stata influenzata anche dai film noir anni '40.La serie è caratterizzata da una grande colonna sonora scritta da vari compositori diversi per ogni episodio. La sigla d'apertura dello show, che si può ascoltare anche al termine di ogni episodio, è stata composta da Danny Elfman. In un primo momento, Elfman ha rifiutato l'offerta di Bruce Timm di comporre il tema per lo spettacolo e così Timm ha ingaggiato come compositore Shirley Walker. Tuttavia, Elfman cambiò poi idea e compose una variante del tema d'apertura ispirandosi al film del 1989 di Tim Burton. Il tema inutilizzato di Walker, è diventata la sigla principale per la seconda stagione dello show, quando il nome fu cambiato in Le avventure di Batman & Robin.
Nel 1996, Shirley Walker vinse il suo primo Daytime Emmy Award per la direzione musicale della puntata A Bullet for Bullock. Walker visne poi un altro Daytime Emmy Award per la miglior colonna sonora della serie Batman of the Future nel 2001.
Anche se almeno ventiquattro diversi compositori hanno lavorato sulla serie, Walker, Lolita Ritmanis, e Michael McCuistion vengono considerati i principali contributori. Dopo la fine della serie del 1995, i tre poi hanno lavorato anche alla serie Superman (che comprendeva anche un tema musicale di Shirley Walker) nel 1996, Batman - Cavaliere della notte del 1997 e Batman of the Future del 1999. Il compositore televisivo Kristopher Carter ha lavorato al fianco di Walker, Ritmanis, e McCuistion in molte altre serie del DC Animated Universe.
Il 16 dicembre 2008, La La Land Records ha annunciato l'uscita della una colonna sonora di Batman su un set di CD a due dischi, con 11 episodi. L'uscita era limitata a una tiratura di 3000 copie vendute rapidamente. Circa un mese dopo la sua uscita, la colonna sonora aveva venduto oltre 2 500 copie. Secondo un portavoce di La-La Land Records, lo stato esaurito della colonna sonora "può solo aiutare per sperare di convincere la Warner Bros. a distribuire più colonne sonore di Batman: The Animated Series." La colonna sonora ha ricevuto recensioni eccezionali. Il 19 luglio 2012, La La Land Records ha pubblicato un set di CD di quattro dischi con altre 21 colonne sonore intitolato Batman: The Animated Series - Original Soundtrack from Warner Bros. Television Series, Volume Two. Il volume 2 è una versione in edizione limitata da 3500 pezzi della La La Land Records. Il 7 ottobre 2014, La La Land Records ha pubblicato un set di quattro dischi con altri 24 episodi, intitolata Batman: The Animated Series – Original Soundtrack from the Warner Bros. Television Series, Volume Three. Il volume 3 è una versione in edizione limitata di 3000 unità.
La-La Land Records prevede in futuro di pubblicare le colonne sonora anche delle serie seguenti (Le avventure di Batman & Robin e Batman - Cavaliere della notte) in futuro, a condizione che le vendite dei volumi esistenti su questa serie siano consistenti e che ci sia un forte incoraggiamento da parte dei fan.

## Distribuzione
(Tagline promozionali della serie)
La serie è stata trasmessa per la prima volta il 5 settembre 1992 da Fox Kids, un canale per bambini della Fox Network, nei weekend a partire dalle 16:30. Nel mese di dicembre, appena tre mesi dopo il suo debutto, Fox ha iniziato a trasmettere episodi della serie in prima serata di domenica, tuttavia l'indice d'ascolto stava calando (complice anche la messa in onda in contemporanea della nota serie 60 Minutes) fin quando la programmazione non è stata sospesa nel marzo 1993.
Dopo che la serie ha prodotto il suo 65º episodio (il numero minimo necessario per una serie televisiva per essere dichiarata syndication con successo), i dirigenti della Fox hanno ordinato una seconda stagione di altri 20 episodi che sono stati successivamente ridotti alla messa in onda settimanale il sabato mattina. La seconda stagione vide Robin più in vista e, di conseguenza, la serie è stata rinominata Le avventure di Batman & Robin; questa nuova intitolazione ha fatto sì che ci fossero delle modifiche nella sigla d'apertura e di chiusura, con l'aggiunta di qualche sequenza. In totale, la serie ha raggiunto 85 episodi prima di terminare la messa in onda il 15 settembre 1995.
Nel 1997, dopo la conclusione del contratto di trasmissione di Fox Kids della durata di cinque anni, sono andate in onda delle repliche su Kids' WB. Poco più tardi, Batman - Cavaliere della notte è andata in onda sullo stesso canale assieme alla serie Superman come parte di un programma della durata di un'ora intitolato The New Batman/Superman Adventures.
Cartoon Network ha riproposto interamente la serie dal 2 marzo 1998 al 2004. Il 3 luglio 2000 la serie è stata aggiunta alla linea Toonami di Cartoon Network. A partire dal 30 settembre 2007, la serie è andata in onda su Jetix (ex Fox Kids) insieme a Superman (nonostante Warner Bros. sia uno dei maggiori concorrenti della Disney). La serie è stato trasmessa anche su Teletoon Retro (canale di trasmissione canadese), debuttando l'8 gennaio 2010. I primi 65 episodi sono stati confermati, con la serie che è iniziata con l'episodio The Cat and Claw, Part 1. Lo show avrebbe dovuto andare in onda settimanalmente, alle 7:00, alle 18:00 e a mezzanotte.
The Hub ha iniziato la trasmissione della serie il 6 settembre 2011. Il canale ha trasmesso una maratona di 10 episodi della serie il 20 luglio 2012, in coincidenza con l'uscita nei cinema del film Il cavaliere oscuro - Il ritorno ed è stata creata anche una versione animata di uno dei trailer del film, con Kevin Conroy e Adrienne Barbeau che ripetono il dialogo di Batman e Catwoman dal trailer.
La serie ha debuttato sulla piattaforma streaming DC Universe a settembre 2018 in alta definizione, mentre dal 1º gennaio 2021 la serie è passata su HBO Max.

### Edizione italiana
L'edizione italiana della serie fu trasmessa per la prima volta su su Canale 5 dal 30 agosto 1993 al 5 novembre 1994. Il doppiaggio fu eseguito dalla Deneb Film e diretto da Guido Rutta su dialoghi di Tullia Piredda. I nomi di alcuni sono stati adattati in modo diverso rispetto alle traduzioni italiane dei fumetti, creando alcuni errori e incongruenze. La sigla italiana, usata per la trasmissione sulle reti Mediaset, è la canzone Batman, scritta da Alessandra Valeri Manera, composta da Ninni Carucci e interpretata da Cristina D'Avena.

### Edizioni home video

#### VHS e DVD
Nel corso degli anni la serie ha conosciuto diversi adattamenti per il mercato dell'home video.
Nel 1995 uscì, per il mercato delle VHS, una raccolta di 6 volumi dal titolo Batman. Nel 1996-1997, in contemporanea con l'uscita del film Batman & Robin, uscì una raccolta di 15 volumi con il titolo Le avventure di Batman e Robin. Questa raccolta è suddivisa in base ai nemici di Batman: ogni volume rappresenta 2 episodi su un cattivo (ad esempio il volume 1 è l'Enigmista, il 2 su Due Facce, il 3 su Joker ecc), e contengono svariati episodi della prima e seconda stagione.
Nel 2002 venne ristampata in edizione editoriale i medesimi 15 volumi con l'aggiunta della serie completa Batman - Cavaliere della notte. Nel 2004 alcuni episodi furono raccolti in 4 DVD: La leggenda ha inizio, I racconti del cavaliere della notte, Ritorno all'azione, I segreti del cavaliere nero. Dal 2005 sono stati pubblicati per il mercato home video tutti gli episodi in 4 cofanetti, col titolo Batman The Animated Series: I primi tre cofanetti contengono la serie completa in 85 episodi di Batman The Animated Series. Il cofanetto 4 comprende gli episodi di Batman - Cavaliere della notte.
In Italia sono stati pubblicati solo i cofanetti 1 e 2 con i primi 56 episodi.

#### Blu-ray
Durante il panel del 25º anniversario della serie al Comic Con di New York dell'8 ottobre 2017, venne annunciato che la serie completa e tutti i 24 episodi di Batman - Cavaliere della notte sarebbero stati pubblicati in Blu-ray Disc nel tardo 2018 (grazie anche al successo finanziario di Batman: La maschera del Fantasma in Blu-ray del 2017).

## Accoglienza

### Critica
La serie è da sempre considerata come una delle più grandi produzioni televisive animate mai create. È stata molto apprezzata per la sua raffinatezza, i dialoghi maturi, il doppiaggio, la colonna sonora, l'ambizione artistica e la fedeltà con le versioni a fumetti. Entertainment Weekly, in un numero di fine 1992, l'ha classificata come una delle serie televisive top dell'anno.
Nel suo libro di riferimento, Batman: La storia completa, Les Daniels descrive la serie animata come "la più vicina per definire il look artistico di Batman del 1990." Lo storico dell'animazione Charles Solomon ha dato la serie una valutazione mista, commentando che "le atmosfere e l'influenza all'Art déco tendevano ad eclissare la rigida animazione e narrazione mediocre" concludendo dicendo che la serie è "meglio di quanto sia stato fatto sullo schermo".
IGN ha definito la serie come il miglior adattamento di Batman al di fuori dei fumetti, il miglior cartone animato tratto da un fumetto e la seconda miglior serie animata di sempre (dopo I Simpson). La rivista Wizard ha classificato la serie al 2º posto dei più grandi show televisivi animati di tutti i tempi (sempre dopo I Simpson). TV Guide ha invece inserito Batman al 7º posto su 60 dei più grandi cartoni animati tratti da un fumetto.

### Impatto culturale
Grazie al grande successo di Batman molti autori e sceneggiatori hanno continuato a progettare e produrre la serie Superman del 1996 della Warner Bros. Un anno dopo è stata creata Batman - Cavaliere della notte, continuazione della serie Batman caratterizzata dallo stesso stile grafico della serie Superman.
Nel 1999 ha debuttato sul network The WB una serie futuristica spin-off intitolata Batman of the Future (anch'essa realizzata dallo stesso team creativo di Batman) con un adolescente di nome Terry McGinnis nei panni di Batman, sotto la guida di un anziano Bruce Wayne. Poi, nel 2001, è sbarcata su Cartoon Network la serie animata Justice League, con Batman come uno dei membri fondatori della Lega della giustizia. Questa serie è continuata nel 2004 con Justice League Unlimited, con la Lega che si è notevolmente ampliata. Altre serie animate estranee alla serie Batman, come Teen Titans e The Batman, sono state fortemente influenzate da lavoro di Bruce Timm.
La scrittura cupa e l'animazione distinguono Batman da qualunque altro cartone animato tradizionale basato su un fumetto. Può essere considerato l'equivalente drammatico di uno spettacolo come I Simpson. Per questo motivo la popolarità dello show (insieme a quella dei vari spin-off) dura tra il pubblico tra i più grandi e gli appassionati dei fumetti.
Le minifigure LEGO dei vari personaggi di Batman sono fortemente influenzati da questa serie. Personaggi come il Joker, Due Facce, Poison Ivy, Mr. Freeze, il Pinguino, Man-Bat e Harley Quinn, sembrano avere costumi del tutto identici a quelli visti nella serie.
L'atmosfera dark e i temi maturi della serie Batman hanno influenzato la nota serie di videogiochi Batman: Arkham. Inoltre, il design del costume di Batman nella serie, è disponibile come contenuto scaricabile nel gioco Batman: Arkham City.

## Riconoscimenti
Annie Awards
- 1992 - Miglior programma televisivo animato (nominato)
- 1994 - Miglior risultato per Voice Acting - Mark Hamill (nominato)
- 1994 - Miglior programma televisivo animato (nominato)
- 1994 - Miglior risultato individuale per la supervisione creativa nel campo dell'animazione - Bruce W. Timm ed Eric Radomski (nominato)
- 1994 - Miglior risultato individuale per il contributo della storia nel campo dell'animazione - Paul Dini (nominato)
- 1995 - Miglior programma televisivo animato (nominato)
- 1995 - Miglior risultato individuale per la musica nel campo dell'animazione - Shirley Walker (nominato)

Primetime Emmy Awards
- 1993 - Eccezionale programma animato - Jean MacCurdy, Tom Ruegger, Alan Burnett, Eric Radomski, Bruce W. Timm, Randy Rogel e Dick Sebast per "Robin's Reckoning: Part 1" (vinto)

Daytime Emmy Awards
- 1993 - Scrittura eccezionale in un programma di animazione - Michael Reaves, Sean Catherine Derek, Martin Pasko e Paul Dini (vinto)
- 1993 - Eccezionale programma animato - Tom Ruegger, Eric Radomski, Frank Paur, Kevin Altieri, Alan Burnett, Jean MacCurdy, Bruce W. Timm e Boyd Kirkland (nominato)
- 1993 - Eccezionale montaggio sonoro - Russell Brower, Matt Thorne, Robert Hargreaves, Mark Keatts, Bob Lacivita, Jeff M. Sliney, Mike Dickeson, Thomas Milano e Aaron L. King (nominato)
- 1993 - Eccezionale direzione e composizione musicale - Shirley Walker per "Feat of Clay, Part 2" (nominato)
- 1993 - Straordinaria direzione e composizione musicale - Harvey Cohen per "Cat Scratch Fever" (nominato)
- 1994 - Eccezionale programma per bambini animati - Frank Paur, Jean MacCurdy, Tom Ruegger, Dan Riba, Eric Radomski, Bruce W. Timm e Alan Burnett (nominato)
- 1994 - Scrittura eccezionale in un programma animato - Brynne Stephens, Martin Pasko, Michael Reaves, Alan Burnett, Randy Rogel, Laren Bright e Paul Dini (nominato)
- 1995 - Eccezionale montaggio sonoro - Tom Maydeck, Robert Hargreaves, J.J. George, Mike Dickeson, Daryl B. Kell, Russell Brower, Matt Thorne, Mark e John Keatts Hegedes (nominato)
- 1995 - Straordinaria direzione e composizione musicale - Shirley Walker (nominato)
- 1996 - Eccezionale mix sonoro - Harry Andronis, Matt Thorne e Tom Maydeck (nominato)
- 1996 - Eccezionale Direzione musicale e composizione - Shirley Walker e Harvey Cohen per "A Bullet for Bullock" (vinto)
- 1996 - Eccezionale montaggio sonoro - Robert Hargreaves, Matt Thorne, Russell Brower, Mike Dickeson, Bob Lacivita, Tom Maydeck, Mark Keatts, John Hegedes, Pat Rodman e Kelly Ann Foley (vinto)

Saturn Awards
- 1993 - Migliore serie televisiva (nominato)

Young Artist Awards
- 1994 - Miglior attore giovanile in un ruolo fuori campo: TV o film - Scott McAfee (nominato)

## Opere derivate

### Film
Dalla serie sono stati tratti due lungometraggi animati realizzati per il circuito dell'home video: Batman - La maschera del Fantasma, uscito anche al cinema, (ispirata a Batman: Anno due), Batman & Mr. Freeze: SubZero, con Mr. Freeze come avversario (ispirata al film live-action Batman & Robin).

### Fumetti
Nel 1992 la DC Comics ha iniziato la pubblicazione di una serie a fumetti, intitolata Le avventure di Batman (The Batman Adventures), che riprende lo stile grafico della serie ma non è da considerarsi canonica. La prima serie durò fino al 1995 ed uscì in 36 numeri, 2 albi annuali e 3 albi speciali (Mad Love e Holiday Special, che vennero entrambi adattati in episodi di Batman - Cavaliere della notte, più un adattamento del film Batman: La maschera del Fantasma). Il primo annuale introdusse Roxy Rocket, che in seguito apparve nella serie animata e in Superman. La maggior parte dei numeri vennero scritti da Kelley Puckett, e illustrati da Mike Parobeck e Rick Burchett, sebbene alcuni numeri vennero scritti e illustrati da Ty Templeton. Il numero Amore folle venne scritto da Paul Dini e illustrato da Bruce Timm, mentre il numero speciale per le vacanze venne scritto e illustrato da alcuni creativi che avevano lavorato alla serie animata, tra cui Paul Dini, Bruce Timm, Glen Murakami, Dan Riba e Kevin Altieri.
A seguito del rebranding della serie in Le avventure di Batman e Robin (The Adventures of Batman and Robin) nel 1995 la serie a fumetti venne rilanciata. Questa nuova serie era composta da 25 numeri, 2 albi annuali e 2 speciali (adattamenti di Batman & Mr. Freeze: SubZero e di Dark Claw Adventures, un fumetto Amalgam non canonico in cui compariva un ibrido di Batman e Wolverine). La serie venne interamente scritta da Ty Templeton e illustrata da Rick Burchett.
Poco dopo l'inizio della trasmissione della serie Batman - Cavaliere della notte, la DC Comics pubblicò una miniserie da cinque numeri intitolata The Batman Adventures: The Lost Years. Questa serie copriva l'intervallo di tempo tra la fine della serie animata Batman e l'inizio della nuova serie.

### Romanzi
Venne pubblicata una serie di romanzi di tie-in di breve durata, adattati dagli episodi della serie dell'autore fantascientifico Geary Gravel. Per realizzare un romanzo, Gravel ha combinato diversi episodi correlati in un'unica trama in ciascun romanzo. I romanzi includevano: Shadows of the Past (tratto da Appuntamento con il crimine e La resa dei conti), Dual to the Death (tratto da Doppia personalità e L'ombra del pipistrello), The Dragon and the Bat (tratto da La notte dei ninja e Il giorno dei samurai) e Mask of the Phantasm (adattamento del film Batman: La maschera del Fantasma).

### Spin-off
Grazie al successo dello spettacolo, la Fox chiese a Bruce Timm di realizzare uno spin-off incentrato su Catwoman, ma il progetto non si realizzò mai a favore della serie Superman.

### Videogiochi
Sono stati prodotti due videogiochi basati sulla serie animata: il primo in ordine di tempo è Batman: The Animated Series, realizzato nel 1993 da Konami esclusivamente per Game Boy, mentre tra il 1994-1995 uscì The Adventures of Batman & Robin, (titolo che riprende quello della seconda stagione della serie animata), per Super Nintendo, Mega Drive, Sega CD e Game Gear, in versioni piuttosto differenti tra loro.

### Sequel
Due anni dopo la conclusione di Batman, è stato realizzato il seguito intitolato Batman - Cavaliere della notte. La serie animata, uscita su Kids' WB tra il 1997 e il 1999 per un totale di due stagioni da 24 episodi, è stata prodotta dallo stesso team creativo di Batman, ma, rispetto a quest'ultima, presenta un rinnovato stile grafico.
Una continuazione della serie è in fase di sviluppo sotto forma di podcast audio drammatico, che vede il ritorno dei componenti del cast e dello scrittore Alan Burnett.

### Reboot
Durante la seconda edizione del DC FanDome, tenuosi ad ottobre 2021, viene annunciata Batman: Caped Crusader, una serie animata basata su Batman che sarà distribuita su HBO Max e Cartoon Network e che sarà prodotta da Matt Reeves, Bruce Timm (co-creatore di Batman e Batman - Cavaliere della notte) e da J. J. Abrams. La serie è stata distribuita il 1° agosto 2024 su Prime Video.

## Merchandising
Nel febbraio 2014 DC Collectibles ha annunciato ufficialmente la produzione di una serie di action figure basate sia sulla serie Batman che su Batman - Cavaliere della notte. La prima ad essere uscita ispirata alla serie del 1992 è stata Catwoman nel novembre 2014.